# 洛佐韋 (大亞歷山德里夫卡區)
47°11′37″N 33°4′17″E / 47.19361°N 33.07139°E
洛佐韋（烏克蘭語：Лозове）是位於烏克蘭南部的村莊，由赫爾松州貝里斯拉夫區的卡利尼夫斯凱市鎮負責管轄。該村始建於1946年，面積0.3平方公里，海拔高度49米，2001年人口34，人口密度每平方公里112.6人。